# Chiesa dei Santi Pietro e Paolo (Dervio)
La chiesa prepositurale dei Santi Pietro e Paolo è la chiesa parrocchiale di Dervio, in provincia di Lecco.
La parrocchia è parte della Comunità Pastorale San Carlo Borromeo in Alto Lario nel decanato Alto Lario dell'arcidiocesi di Milano.

## Storia e descrizione
La chiesa dei Santi Pietro e Paolo è il frutto di una serie di interventi architettonici realizzati nell'arco di oltre sei secoli.
I lavori iniziarono tra i secoli XI-XII, con l'erezione di una chiesa in stile romanico, probabilmente impostata sulla base di una precedente struttura del VI secolo
Come emerge dal Liber Notitiae Sanctorum Mediolani (fine del XIII secolo), la chiesa era originariamente dedicata solo a San Pietro. Già sede plebana, la chiesa conserva tracce delle proprie origini medievali nella parte inferiore del campanile, nell'abside, e in quel che resta di decorazioni ad archetti pensili e di tre monofore a doppio strombo.
Dalla pieve di Dervio, nel 1367 si separarono la parrocchia di San Martino di Mont'Introzzo e la parrocchia di Sant'Agata di Tremenico. Nel 1506 si separò la parrocchia di San Giorgio di Dorio e nel 1566 la parrocchia di San Tommaso di Canterbury di Corenno Plinio.
La chiesa fu rimaneggiata in modo massiccio nel Seicento, periodo a cui risalgono l'altare barocco, opera di Antonio Pini, e il pulpito intarsiato in legno e dorato, nel quale sono raffigurati un Trionfo di Roma e due episodi biblici di orazioni sulla resurrezione (La profezia di Ezechiele e L'orazione di san Paolo sulla Risurrezione). Al culmine di un sopralzo ad attico campeggia la data del 1613. Al 1627 risalgono le due tele presbiterio, dipinte dai fratelli Francesco e Gian Paolo Cavagna e raffiguranti rispettivamente la Conversione di San Paolo e il Martirio di San Pietro. Del 1653 sono invece i dipinti su ardesia  che ornano la cappella intitolata alla Madonna del Rosario.

## Chiese sussidiarie
- Chiesa dei Santi Quirico e Giulitta
- Chiesa di San Leonardo
- Chiesa di Santa Cecilia
- Chiesa di San Gregorio